# Pontiothauma minus
Pontiothauma minus é uma espécie de gastrópode do gênero Pontiothauma, pertencente a família Raphitomidae.